# Nivenskoe
Nivenskoe (Нивенское) è un comune della Russia, nell'oblast' di Kaliningrad. Storicamente appartenuta alla Germania, fu nota fino al 1945 con il nome di Wittenberg.